# Борго Капане (Болоња)
Борго Капане је насеље у Италији у округу Болоња, региону Емилија-Ромања.
Према процени из 2011. у насељу је живело 94 становника. Насеље се налази на надморској висини од 615 м.